# Wolfgang Nitschke
Erich Wolfgang Nitschke (ur. 3 marca 1947 w Waldenburgu) – wschodnioniemiecki zapaśnik walczący w stylu wolnym. Olimpijczyk z Monachium 1972, gdzie zajął piąte miejsce w kategorii 74 kg.
Ósmy na mistrzostwach świata w 1970 i 1971. Wicemistrz Europy w 1969 i trzeci w 1972 roku.
Mistrz NRD w 1969, 1970 i 1971; drugi w 1968, 1973 i 1974 roku.